# بلادورث
هویت دوگانه (به انگلیسی: Bloodworth) فیلمی محصول سال ۲۰۱۰ و به کارگردانی شاین داکس تیلور است. در این فیلم بازیگرانی همچون وال کیلمر، کریس کریستوفرسون، هیلاری داف، دوایت یوآکم، دبلیو ارل براون، ریس تامپسون، فرانسیس کانروی، هیلاری برتون، شیلا کلی و بری کوربین ایفای نقش کرده‌اند.